# ملطة (كشر)

تعديل مصدري - تعديل

ملطة هي إحدى قرى عزلة خميس القاضي بمديرية كشر التابعة لمحافظة حجة، بلغ تعداد سكانها 534 نسمة حسب تعداد اليمن لعام 2004.